# Морхоф, Даниэль Георг
Даниэль Георг Морхоф (нем. Daniel Georg Morhof, 6 февраля 1639, Висмар — 30 июля 1691, Любек) — немецкий историк и писатель.

## Биография
Изучал юриспруденцию, затем — гуманитарные науки в Университете Ростока, где в 1660 году начал преподавать на кафедре. В 1665 году переехал в Кильский университет, где вступил в должность профессора красноречия и поэзии; в 1673 году перешёл на кафедру истории.
Из его многочисленных сочинений наиболее важными являются Unterricht von der deutschen Sprache und Poesie (1682), первая попытка в Германии систематического обзора европейской литературы, и Polyhistor, sive de auctorum notitia et rerum commentarii (Любек, 1688, не завершена до 1707;. 4-е изд, 1747), своего рода энциклопедия знаний того времени.